# In extremis
In extremis o in extrema res es una locución latina de uso actual que significa 'en el último momento', 'en las últimas'. Se aplica a ciertas personas y situaciones, indicando que están a punto de morir, desaparecer, finalizar, etc.
Un ejemplo es cuando algunas parejas contraen matrimonio «in extremis», al estar uno de ellos a punto de morir, por lo cual las legislaciones permiten acelerar los trámites necesarios.
Está formada por la preposición in ('en') y el ablativo plural de extremus, -a, -um ('último').
La expresión se usa también en narratología para referirse a una de las tres posibilidades de ordenar la narración de los hechos:
Ab ovo, la primera posibilidad y la más intuitiva, indica que la historia se desarrolla desde su inicio, siguiéndose un orden cronológico. La segunda posibilidad, in medias res, señala que la narración empieza en medio de los hechos, pudiéndose hacer una rememoración o vuelta atrás. En la tercera posibilidad, in extremis, la narración se inicia por el final, empieza por el desenlace.